# Hendrik Halfmann
Hendrik Halfmann (* 27. Februar 1993 in Remscheid) ist ein deutscher Handballspieler. Er steht seit August 2022 beim deutschen Verein SGSH Dragons in der 3. Liga unter Vertrag. 

## Karriere
Mit dem Handballspielen begann Halfmann 1997 bei der Lenneper TG. In der C-Jugend wechselte er zur HSG Düsseldorf. Dort durchlief er alle Jugendmannschaften. Danach kehrte er zu seinem Jugendverein HG LTG/HTV Remscheid zurück. Dort spielte er in der Hinrunde in der Oberliga Niederrhein der Herren. Zum VFL Eintracht Hagen in die 3. Liga wechselte er in der Winterpause der Saison 2012/13. Zur Saison 2017/18 wechselte er dann zu HC Elbflorenz in die 2. Handball-Bundesliga. Nach einer Vertragslaufzeit von 2 Jahren wurde der Vertrag nicht verlängert. Die nächste Station war der TSV Bayer Dormagen, wo er für 2 Monate aushalf. Zur Saison 2020/21 wechselte Halfmann zum Drittliga-Aufsteiger HC Burgenland, nach 2 Jahren in Naumburg an der Saale kehrte er in seine Heimat zurück und schloss sich den SGSH Dragons in Schalksmühle und Halver an, wo er einen Vertrag bis 2025 unterschrieb.